# Eleunte (Chersoneso)

La posizione di Eleunte nell'Ellesponto

Eleunte (in greco antico: Ἐλαιοῦς?, Elaioûs) era una città del Chersoneso Tracico, colonizzata dagli Ateniesi nel VI secolo a.C. Era ubicata nell'odierna penisola di Gallipoli ed è citata da Erodoto.

## Storia
La città era sul mare e venne utilizzata da Serse I di Persia nel corso della seconda guerra persiana del 480-479 a.C.. Durante la guerra del Peloponneso, 431-404 a.C., il suo porto venne utilizzato dagli Ateniesi come punto logistico per la loro flotta.
Fece parte della lega delio-attica e rimase colonia greca anche quando il Chersoneso venne conquistato dal re tracio Coti I nel 359 a.C..